# Романовський В'ячеслав Євгенович
В'ячеслав Євгенович Романовський (нар. 5 вересня 1947, смт Войковський, Амвросіївський район, Донецька область) — український поет. Лауреат премій імені Олександра Олеся, імені Василя Мисика, імені Михайла Чабанівського, імені Петра Василенка, імені Пантелеймона Куліша, імені Олександра Масельського, імені Павла Тичини.

## Біографія
Романовський В'ячеслав Євгенович народився 5 вересня 1947 року в селищі Войковський Амвросіївського району Донецької області. Навчався у Піско-Радьківській середній школі на Харківщині. Служив в армії. Закінчив філологічний факультет Харківського державного університету. Працював учителем і журналістом.

## Творчість
Голова творчої асоціації літераторів «Слобожанщина» (Харків).
Друкується в періодиці з травня 1964 року. Автор поетичних збірок:
- «Одна така земля»,
- «Благовіст»,
- «У дива на виду»,
- «Князівство любові»,
- «До квіту хризантем»,
- «Цвіт озимини»,
- «А я повім тобі…»,
- «Да святится имя Твое» (в перекладах російською мовою),
- «Заоскільська сторона»,
- «…А розстані серце не хоче!»,
- «Ваба забав (книга паліндромів та експериментальних творів)»,
- «Іще літаю уві сні…»,
- «Ласкавка»,
- «Осяяла натхненням Слобожань» (книга есеїв та бесід),
- «Волошечка»[1],
- «Вино бузкового розливу»,
- «Бо я — українець!»,
- «Надвечір'я»,
- «У дива на виду» (двотомник вибраних творів).
- «В час добрий!»
- «Любов озвалась поглядом твоїм»
- «Твоїми очима торкнутись небес»
- «Кому див і видумок?» (паліндроми)
- «Аромат припізнілого цвіту»
- «Земне і небесне»
- «Незламна!» (поетичний щоденник із російсько-української війни)
- "Козацького роду"

Член НСПУ з 1997 року.

## Відзнаки
- Премія імені Олександра Олеся,
- Премія імені Василя Мисика[1]
- Премія імені Михайла Чабанівського,
- Премія імені Петра Василенка.
- Медаль НСПУ «Почесна відзнака»..
- Премія імені Пантелеймона Куліша
- Обласна премія імені Олександра Масельського
- Літературна премія НСПУ імені Павла Тичини
- Літературна премія "Мерефа козацька - 2024"